# كتلة بسيطة
في الحوسبة، الكتلة البسيطة هي سلسلة متعاقبة من التعليمات البرمجية يمكن الوصول لها عبر التعليمة الأولى فقط ولا يمكن الخروج منها إلا بتنفيذ التعليمة الأخيرة.
تُقسِّم المترجمات البرامج عادة إلى كتل بسيطة كخطوة أولى في مرحلة التحليل حيث تشكل الكتل البسيطة العقد أو الرؤوس في مخطط تدفق التحكم.

## تعريف
الكتلة البسيطة هي سلسلة من تعليمة واحدة أو أكثر بحيث:
- لها نقطة دخول وحيدة، فلا توجد قفزات في البرنامج إلى تعليمات تقع داخل الكتلة البسيطة. أي أن تنفيذ التعليمات ضمن الكتلة البسيطة يبدأ دوماً من التعليمة الأولى (الترويسة، أو القائد) فيها.
- لها نقطة خروج وحيدة، فلا تحوي الكتلة البسيطة أي تعليمات إنهاء للتنفيذ أو قفز إلى تعليمات خارج الكتلة ما عدا التعليمة الأخيرة.

ضمن هذه الشروط نجد أنه بمجرد تنفيذ التعليمة الأولى في الكتلة البسيطة فسيتم تنفيذ بقية تعليمات الكتلة حتماً، لمرة واحدة وبالترتيب.

## وصلات خارجية
- الكتل البسيطة - وثائق مجموعة مترجمات غنو
- الكتل البسيطة - وثائق LLVM